# طعمه‌گیری مرغابی

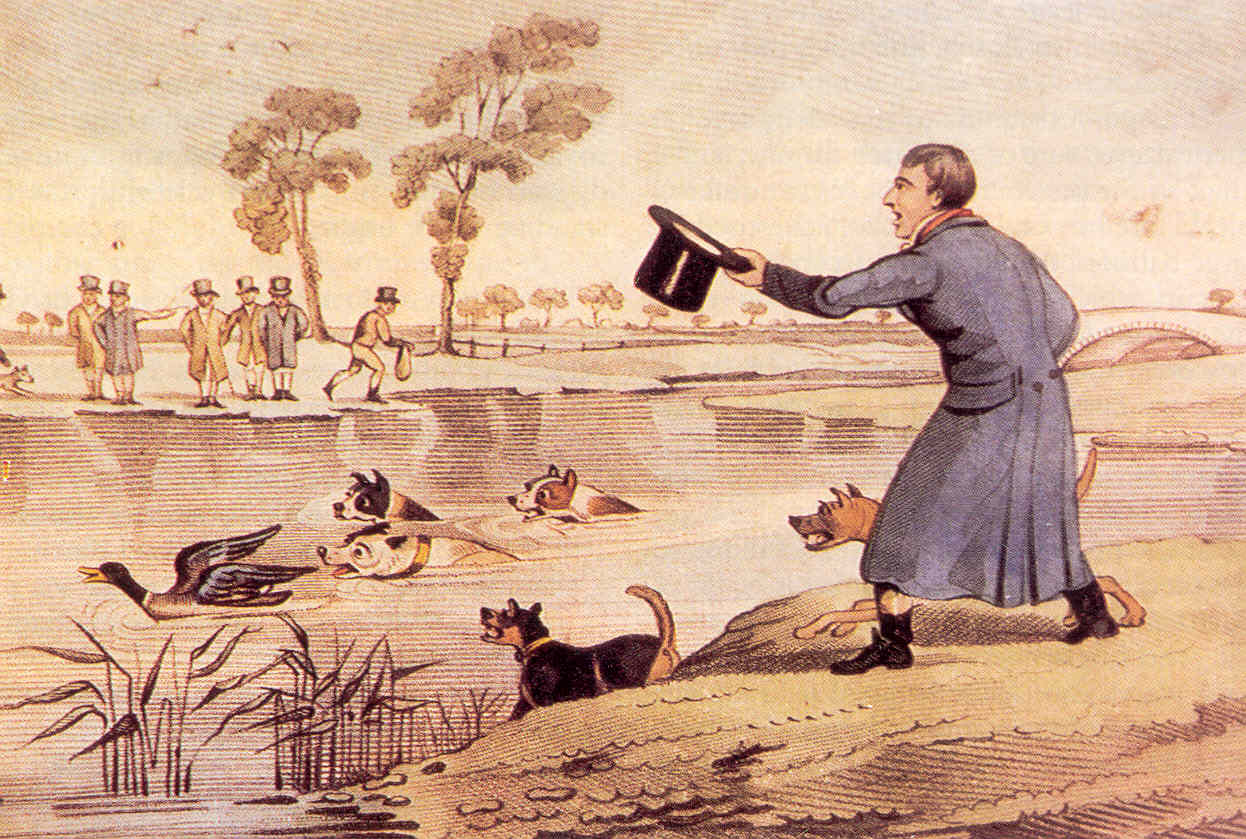
طعمه مرغابی توسط هنری آلکن در حدود ۱۸۲۰

طعمه‌گیری مرغابی (به انگلیسی: Duck-baiting) یک ورزش خونین است که شامل گرفتن طعمه مرغابی در برابر سگها می‌شود. در طعمه‌گیری مرغابی، یک مرغابی با بالهای قیچی‌شده در برکه رهاسازی می‌شود و سگ‌ها آن را تعقیب می‌کنند.  سگ در تعقیب مرغابی بدون توانایی پرواز شیرجه می‌رود. سگ توانایی تعقیب مرغابی را ندارد و صاحبان سگ‌ها با تشویق سگ‌ها دست به قماربازی می‌زنند. جایزه به سگی داده می‌شود که بتواند در کمترین زمان او مرغابی را بگیرد.
این ورزش مورد علاقه چارلز دوم انگلستان بود.
مجامع جنجالی مرتبط با این فعالیت سبب ایجاد نگرانی عمومی شد. طعمه‌گیری مرغابی در پایان سدۀ نوزدهم کاهش یافت.